# Mariebergsskogen

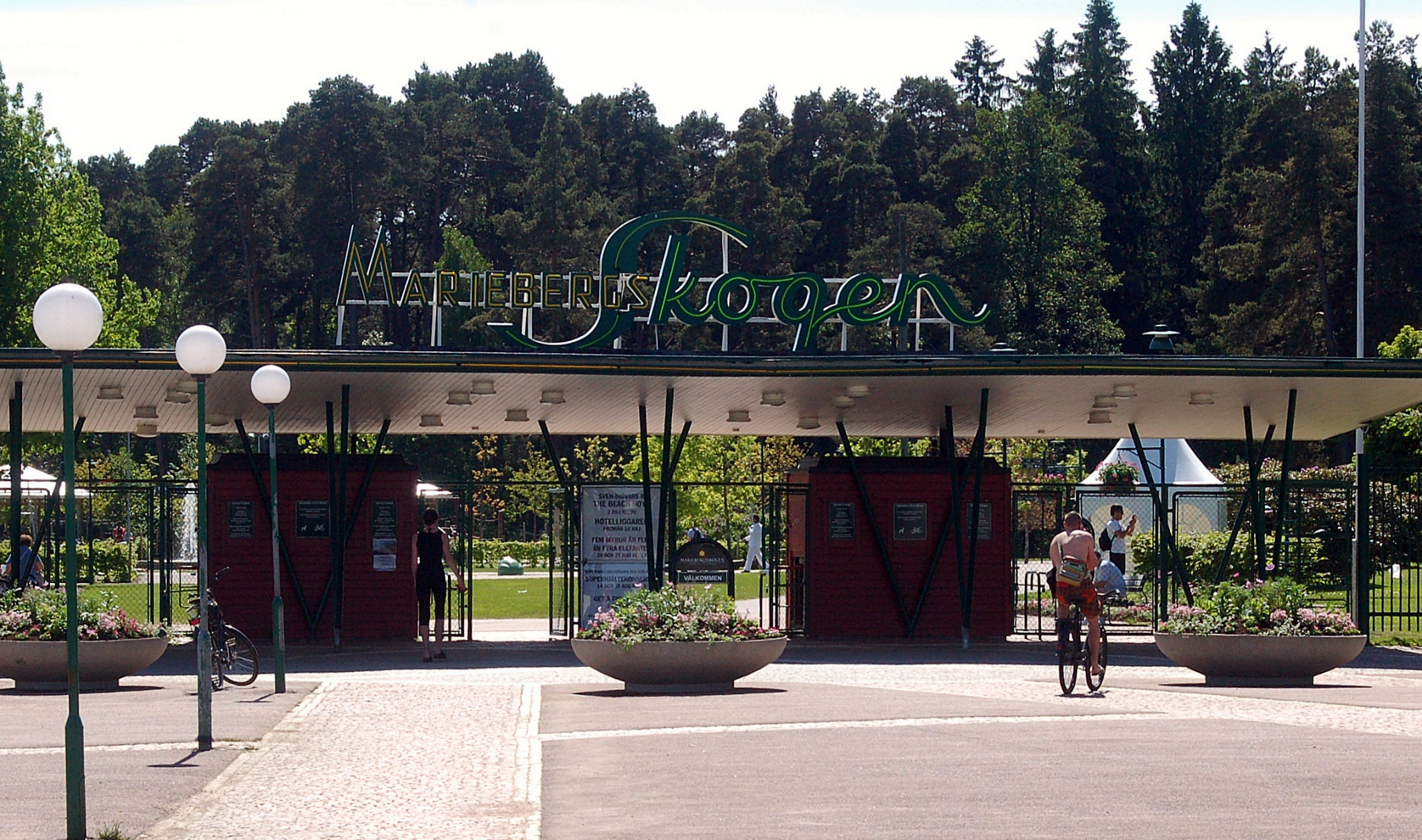
Haupteingang zum Mariebergsskogen

Mariebergsskogen ist der Stadtpark der schwedischen Stadt Karlstad.
Im Mariebergsskogen befindet sich ein Freilichtmuseum mit kulturhistorisch interessanten Gebäuden aus ganz Värmland und im Gammelskogen, einem 400 Jahre alten Kiefernwald am Ufer des Sees, das Informationszentrum Naturum Värmland mit einer Ausstellung zu den charakteristischen Landschaftstypen und der Fauna Värmlands. Darüber hinaus gibt es im Stadtpark einen kleinen Kinderzoo.